# Giacomo Debenedetti
Giacomo Debenedetti (* 25. Juni 1901 in Biella; † 20. Januar 1967 in Rom) war ein italienischer Literaturkritiker und Schriftsteller.

## Leben und Werk

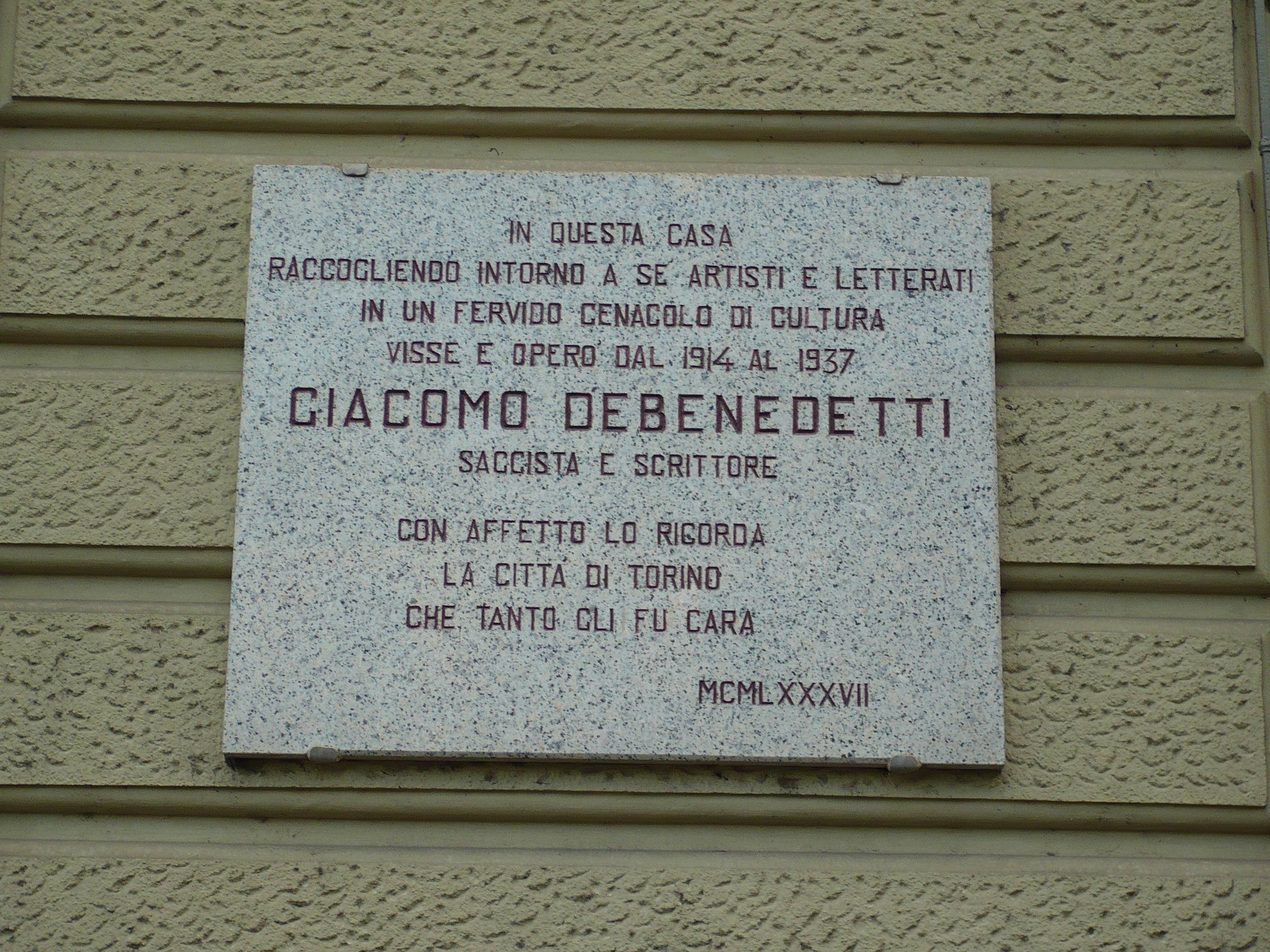
Gedenkstein zu Ehren Debendettis, der 1987 am Corso San Maurizio 52 in Turin angebracht wurde

Noch in ganz jungen Jahren zog der vielseitig begabte Debenedetti nach Turin, wo er nacheinander drei Fächer studierte: Mathematik, Jura und Philologie. Mit Sergio Solmi, Mario Gromo und Emanuele Sacerdote gründete er 1922 die Literaturzeitschrift Primo Tempo, die bis 1924 erschien und in der er Beiträge über Benedetto Croce, Carlo Michelstaedter, Giovanni Boine und Umberto Saba veröffentlichte. Anschließend schrieb er bis 1928 in Il Baretti von Piero Gobetti, mit dem er gut befreundet war; dort erschienen Rezensionen über Saba, Raymond Radiguet, Italo Svevo und Marcel Proust. Als einer der ersten in Italien machte er auf die Tragweite der Psychoanalyse – auch und gerade für das Kulturschaffen – aufmerksam und erkannte das Genie von Proust, dessen Du côté de chez Swann er ins Italienische übersetzte.
Da seine 1926 veröffentlichte Erzählsammlung Amedeo ed altri racconti nur einen mäßigen Erfolg hatte, verlegte er sich schon früh von der schriftstellerischen auf die literaturkritische Tätigkeit. 1927 promovierte er mit einer Arbeit über den frühen Gabriele D’Annunzio, und 1929 erschien die erste Serie seiner literaturkritischen Schriften unter dem Titel Saggi critici (weitere Bände kamen 1945 und 1959 heraus). Neben seinen kritischen Beiträgen für Il convegno, Solaria und La fiera letteraria verfasste er zudem Filmdrehbücher und arbeitete an Übersetzungen (Proust, George Eliot, Henry Miller, Katherine Mansfield).
Seit dem Inkrafttreten der italienischen Rassengesetze von 1938 war er als Angehöriger einer „jüdischen“ Familie dazu gezwungen, anonym oder unter einem Pseudonym zu veröffentlichen, um den faschistischen Verfolgungen zu entgehen. Seine traumatischen Erfahrungen bei den Razzien und Deportationen in Roms jüdischem Ghetto dokumentierte er 1944 in den beiden Erzählungen Otto ebrei und 16 ottobre 1943, die auch ins Deutsche übersetzt wurden. In seinem Essay Probabile autobigrafia di una generazione schilderte er 1949 seine politischen Erfahrungen, die ihn wie auch zahlreiche andere Intellektuelle seiner Generation aus dem Widerstand in die kommunistische Partei (PCI) führten.
Nach dem Zweiten Weltkrieg begann er, zunächst in Messina, dann in Rom, eine Lehrtätigkeit als Dozent für italienische Literatur. Die Vermittlung der zeitgenössischen Literatur und ihrer zentralen, komplexen Aussagen nahm ihn im Rahmen seines akademischen Wirkens ganz und gar ein, so dass er seinen Schreibstil änderte und nur noch gelegentlich publizierte. 1967 wurde er mit einem Antonio-Feltrinelli-Preis ausgezeichnet. Der Großteil seiner wertvollen universitären Aufzeichnungen wurde so erst nach seinem Tod 1967 von seiner Frau Renata herausgegeben.